# Nissan Vanette
Il Nissan Vanette è un furgone prodotto dalla casa automobilistica giapponese Nissan Motor dal 1978 al 2001 in 3 serie diverse.

## Nissan Vanette I Serie (1978-1985)
Il Nissan Vanette Prima Serie (codice di progetto C120) è stato prodotto dal 1978 al 1985 e venduto in alcuni paesi anche con marchio Datsun
Il Vanette C120 era un furgone di piccole dimensioni con motore centrale, molto alto ma molto stretto e corto, come all'epoca era classico fare in Giappone, ancora oggi le auto hanno questa caratteristica.
Il Vanette C120 fu venduto ufficialmente in alcuni Paesi Europei, ma non in Italia.

## Nissan Vanette II Serie (1985-1994)
Nel 1985 arrivò la II Serie del Vanette, denominata C220, il cui design non portava grandi novità, ad eccezione di un leggero arrotondamento delle linee generali e di un ammodernamento del frontale e del posteriore. Anche le caratteristiche tecniche rimasero molto simili, dato che il motore era sempre centrale.
La vera novità era l'aumento generale delle dimensioni, con una grande crescita in altezza e in lunghezza, e ciò permise al Vanette di seconda generazione di essere importato in tutta Europa, compresa l'Italia: in particolare, in Italia ebbe un'importanza rilevante, in quanto fece conoscere il marchio Nissan alla clientela, dato che ad eccezione di una quantità esigua di Nissan Bluebird la Nissan in Italia aveva sempre venduto cifre molto basse, e quasi tutte le auto del marchio non erano importate.
Il Vanette di seconda generazione venne tolto di produzione sul finire del 1994.

## Nissan Vanette III Serie (1994-2001)
Il Vanette di III generazione arrivò nel 1994; si trattava di un veicolo completamente nuovo basato sulla monovolume Nissan Serena. La nuova base meccanica comportava numerose differenze rispetto alle serie precedenti: il motore era posizionato anteriormente, mentre le dimensioni erano notevolmente aumentate,
In Europa erano disponibili due varianti di carrozzeria: una a passo corto, con la stessa carrozzeria della Serena, denominata Vanette E, ed una passo lungo e tetto rialzato, denominata Vanette Cargo.
Particolarità del Vanette Cargo era il vano targa posteriore di tipo stretto, adatto solamente alle targhe di tipo quadrato.